# Иваново (Благоевград)
Иваново је насељено место у општини Петрич у области Благоевград, Бугарска. Према попису из 2021. године био је 1 становник.
Према бугарском географу и историчару, Василу Канчову, у Иванову је 1900. године живело 175 Словена хришћана.